# 1699
| [ Edytuj tabelę ]              | |
| Król Polski                    | - 1696 August II Mocny 1706 |
| Współksiążęta Andory           | - 1695 Julià Cano i Thebar 1714 - 1643 Ludwik XIV 1715 |
| Król Anglii i Szkocji          | - 1694 Wilhelm III Orański 1702 |
| Elektor Bawarii                | - 1679 Maksymilian II Emanuel 1726 |
| Elektor Brandenburgii          | - 1688 Fryderyk III 1701 |
| Sułtan Brunei                  | - 1690 Nassaruddin 1705 |
| Cesarz Chin                    | - 1661 Kangxi 1722 |
| Król Czech                     | - 1657 Leopold I Habsburg 1705 |
| Król Danii                     | - 1670 Chrystian V 1699 - 1699 Fryderyk IV 1730 |
| Dalajlama                      | - 1683 Cangjang Gjaco 1706 |
| Cesarz Etiopii                 | - 1682 Ijasu Wielki 1706 |
| Król Francji                   | - 1643 Ludwik XIV 1715 |
| Król Hiszpanii                 | - 1665 Karol II 1700 |
| Landgraf Hesji-Kassel          | - 1670 Karol I Heski 1730 |
| Stadhouder Holandii            | - 1672 Wilhelm III Orański 1702 |
| Szach Iranu                    | - 1694 Sultan Husajn 1722 |
| Państwo Wielkich Mogołów       | - 1658 Aurangzeb 1707 |
| Król Irlandii                  | - 1689 Wilhelm III Orański 1702 |
| Cesarz Japonii                 | - 1687 Higashiyama 1709 |
| Kalif                          | - 1695 Mustafa II 1703 |
| Patriarcha Konstantynopola     | - 1694 Kallinik II 1702 |
| Władca Korei                   | - 1674 Sukjong 1720 |
| Książę Kurlandii i Semigalii   | - 1698 Fryderyk Wilhelm Kettler 1711 |
| Książę Liechtensteinu          | - 1699 Jan Adam I 1712 |
| Sułtan Maroka                  | - 1672 Maulaj Isma’il 1727 |
| Książę Monako                  | - 1662 Ludwik I 1702 |
| Król Nawarry                   | - 1643 Ludwik XIV 1710 |
| Król Norwegii                  | - 1670 Chrystian V 1699 - 1699 Fryderyk IV 1730 |
| Sułtan Omanu                   | - 1692 Sajf I ibn Sultan 1711 |
| Elektor Palatynatu             | - 1690 Jan Wilhelm 1716 |
| Papież                         | - 1691 Innocenty XII 1700 |
| Książę Parmy i Piacenzy        | - 1694 Franciszek 1727 |
| Król Portugalii                | - 1683 Piotr II 1706 |
| Książę w Prusach               | - 1688 Fryderyk 1701 |
| Car Rosji                      | - 1682 Piotr I Wielki 1725 |
| Cesarz Rzymski (niemiecki)     | - 1658 Leopold I Habsburg 1705 |
| Kapitanowie Regenci San Marino | - 1698 Onofrio Onofri Giambattista Ceccoli 1699 - 1699 Bernardino Leonardelli Pietro Arancini 1699 - 1699 Francesco Maccioni Giovanni Antonio Fattori 1700 |
| Elektor Saksonii               | - 1694 Fryderyk August I (król Polski) 1733 |
| Król Szwecji                   | - 1697 Karol XII 1718 |
| Król Tajlandii                 | - 1688 Phet Racha 1703 |
| Sułtan Turków                  | - 1695 Mustafa II 1703 |
| Doża Wenecji                   | - 1694 Silvestro Valiero 1700 |
| Król Węgier                    | - 1655 Leopold I 1705 |
| Książęta Wirtembergii          | - 1677 Eberhard Ludwik 1733 |

Rok 1699 / MDCXCIX
stulecia: XVI wiek ~
XVII wiek ~
XVIII wiek

lata: 1689 «
1694 «
1695 «
1696 «
1697 «
1698 «
1699
» 1700
» 1701
» 1702
» 1703
» 1704
» 1709

## Wydarzenia w Polsce
- 26 stycznia – Święta Liga i imperium osmańskie zawarły pokój w Karłowicach, Rzeczpospolita odzyskała Podole.
- 21 lutego – ostatni wielki najazd tatarski na terytorium Rzeczypospolitej: II bitwa pod Martynowem - zakończyła się klęską wojsk polskich.
- 23 września – z terytorium Polski było widoczne całkowite zaćmienie słońca.
- 5 października – August II Mocny jako elektor Saksonii zawarł sojusz zaczepno-odporny z Danią przeciwko Szwecji.
- 21 listopada – August II Mocny zawarł sojusz z Rosją w Prieobrażenskoje przeciwko Szwecji.

## Wydarzenia na świecie
- 25 sierpnia – Fryderyk IV został królem Danii i Norwegii.
- 21 listopada – podpisano traktat preobrażeński - antyszwedzki sojusz Rosji, Saksonii i Danii, uzupełniony w następnym roku porozumieniami Saksonii i Danii z Brandenburgią.

## Zdarzenia astronomiczne
- 23 września – całkowite zaćmienie Słońca, widoczne w Polsce[1].

## Urodzili się
- 3 marca - Jerzy Detloff Flemming, polski hrabia, polityk, generał pochodzenia niemieckiego (zm. 1771)
- 24 maja - Adam Ignacy Komorowski, polski duchowny katolicki, arcybiskup metropolita gnieźnieński i prymas Polski (zm. 1759)
- 25 maja - Anna Leszczyńska, polska królewna (zm. 1717)
- 14 lipca - Philipp Ludwig von Sinzendorf, austriacki duchowny katolicki, biskup győrski i wrocławski, kardynał (zm. 1747)
- 24 lipca - Carl Groddeck, niemiecki urzędnik, burmistrz Gdańska (zm. 1774)
- 30 listopada – Chrystian VI Oldenburg, król Danii i Norwegii (zm. 1746)
- 8 grudnia – Maria Józefa Habsburżanka, królowa Polski, żona króla polskiego i elektora saskiego - Augusta III Sasa (zm. 1757)

## Zmarli
- 21 kwietnia – Jean Baptiste Racine, francuski dramaturg (ur. 1639)
- 13 sierpnia – Marek z Aviano, włoski kapucyn, błogosławiony katolicki (ur. 1631)
- 25 sierpnia – Chrystian V Oldenburg, król Danii i Norwegii (ur. 1646)
- 29 listopada – Patrick Gordon, szkocki wojskowy w służbie szwedzkiej, polskiej i moskiewskiej (ur. 1635)
- Łukasz Franciszek Makowiecki, starosta trembowelski

## Święta ruchome
- Tłusty czwartek: 26 lutego
- Ostatki: 3 marca
- Popielec: 4 marca
- Niedziela Palmowa: 12 kwietnia
- Wielki Czwartek: 16 kwietnia
- Wielki Piątek: 17 kwietnia
- Wielka Sobota: 18 kwietnia
- Wielkanoc: 19 kwietnia
- Poniedziałek Wielkanocny: 20 kwietnia
- Wniebowstąpienie Pańskie: 28 maja
- Zesłanie Ducha Świętego: 7 czerwca
- Boże Ciało: 18 czerwca